# RYO NISHIKIDO LIVE 2021 "SHABBY"
『RYO NISHIKIDO LIVE 2021 "SHABBY"』（リョー ニシキド ライブ 2021 シャビー）は、2021年12月8日から同年12月18日にかけて開催された錦戸亮のライブツアー。『錦戸亮 LIVE 2021 "SHABBY"』（にしきどりょう ライブ 2021 シャビー）のタイトルで、2022年9月21日にNOMAD RECORDSから4枚目のライブBlu-ray/DVDとして発売された。

## 概要

### ライブツアー
- 前回のツアー『錦戸亮 LIVE TOUR 2021 "Note"』終了から約6か月振りのライブツアー[注 2]。
- 本ツアーは、2021年12月8日から12月18日にかけて開催された、自身初のソロアリーナツアー[注 3][13][14][15][16]。
- 2021年4月から6月に開催された、前述のホールツアー『錦戸亮 LIVE TOUR 2021 "Note"』の千秋楽である6月16日の東京・中野サンプラザホール公演にて、本ツアーの開催が発表された[注 4][11][23][24]。
- 本ツアーでは、自身が約20年前に参加した期間限定ユニット『Secret Agent』の「Secret Agent Man」や新曲「ヒトメボレ」等、アンコールを含め、既存曲と新曲2曲の全16曲を披露した[13][14][15][16]。
  - また、本ツアーの為に制作した新曲「Shabby」[注 5]を本ツアーで初披露した[13]。
- 本ツアーのライブタイトルでもある「SHABBY」は、「ぼろぼろの」や「みすぼらしい」といった意味を持っている[16]為、ライブコンセプトを錦戸は「大人な雰囲気、くたびれてもカッコいいという雰囲気を味わってほしい」と語っており、鮮烈なレーザー光線やステージ前方に炎が吹き上がる等、アリーナ規模の会場だからこそ出来る演出がふんだんに施されている[13]。
- 2021年は精力的にライブ活動を行っており、本ツアーの千秋楽をもって、2021年に開催したワンマンライブが、ライブ形式のリリースイベントである『Note Release Event 2021』を含めると、計45公演となり、ソロ活動以降自己最多のライブ開催回数となった[13][14][25]。開催ライブは以下の通り。
  - 『Note Release Event 2021』（3月5日 - 31日、全11公演）[26]
  - 『錦戸亮 LIVE 2021 "Note"』（3月6日 - 31日、全10公演）[26]
  - 『錦戸亮 LIVE TOUR 2021 "Note"』（4月15日 - 6月16日、全17公演）[23]
  - 『RYO NISHIKIDO "3N7" Supported by NO GOOD TV』（11月3日、全2公演）[27]
  - 『RYO NISHIKIDO "3N7" -DAY2- Presented by MAYBELLINE NEW YORK』（11月4日、全1公演）[28]
  - 『RYO NISHIKIDO LIVE 2021 "SHABBY"』（12月8日 - 18日、全4公演）[13]
- 本ツアーのSS席の購入者特典として、Tシャツ・トートバッグ・サイリウム・ラバーバンド・チャームが付属した[29]。
- 本ツアー当時、自身のECサイト及びライブ会場限定発売であった2ndライブBlu-ray/DVD『錦戸亮 LIVE 2021 "Note"』も本ツアーの会場で発売された[30]。
- 2025年11月には、本ツアーのライブ映像がWOWOWにてテレビ初放送予定[31][32][33]。

### 映像作品
- 前作『錦戸亮 LIVE TOUR 2021 "Note"』から約5か月振りのリリース。
- 本作は特別仕様盤、初回限定盤、通常盤（各Blu-ray/DVD）の6形態で発売。
- 本作には、本ツアー千秋楽である2021年12月18日の千葉・幕張メッセ公演の模様を収録[1][17][18][19]。
- 本作の発表当初は発売日を「2022年9月14日」としていた[1][17][18][19]が、生産上の都合により、「2022年9月21日」へ変更された[2]。
- 特別仕様盤・初回限定盤には特典Blu-ray/DVDを付属。
  - 特別仕様盤には、2021年11月3日に東京・Billboard Live TOKYOで開催された、自身初のバースデーライブの2日目公演『RYO NISHIKIDO "3N7" -DAY2- Presented by MAYBELLINE NEW YORK』[28]のライブ映像を収録[2][20][21]。
  - 初回限定盤には、本ツアーのドキュメンタリー映像とバースデーライブの1日目公演『RYO NISHIKIDO "3N7" Supported by NO GOOD TV』のメイキング映像を収録[2][20][21]。
    - 本作発表当初は、本編映像の後に同映像を収録予定だった[2][20]が、後日、特典Blu-ray/DVDとして2枚組での収録となった[22]。
- 通常盤には、特典CD『錦戸亮 LIVE 2021 "SHABBY" ライブアルバムCD』として、本作の収録公演のライブ音源が収録されたCDを付属[2][20][21]。
  - M-10「Shabby」は、本作発売時点で音源化されていなかった為、通常音源の発売に先駆けて、本作のライブ音源で初の音源化となる。
- 2022年10月から12月にかけて開催されたライブツアー『RYO NISHIKIDO LIVE TOUR 2022 "Nocturnal"』の開催記念企画として、本作にランダムで封入されているプレミアムチケットが当たれば、同ツアーのバックステージツアーに招待される企画を実施[2][34]。
  - バックステージツアーは、各会場のライブ開演前に開催された[34]。
  - チケットは、封入されていれば希望の日程・会場を1つ選択し、各会場ごとに先着での受付となった[34]。
- 2022年8月10日、本作の各形態のジャケット写真が公開された[35]。
- 2022年8月13日、本作の収録内容が公開され、各初回限定盤が2枚組になる事が発表された[22]。

#### 各形態概要
| 特典内容                                       | 形態       |
| ---------------------------------------------- | ---------- |
| 特典Blu-ray/DVD（詳細は「#特別仕様盤」を参照） | 特別仕様盤 |
| スリーブケース付きBOX仕様                      | 特別仕様盤 |
| "SHABBY" 100Pスペシャルフォトブック            | 特別仕様盤 |
| 特典Blu-ray/DVD（詳細は「#初回限定盤」を参照） | 初回限定盤 |
| ミニブックレット                               | 初回限定盤 |
| 特典CD（詳細は「#特典CD（通常盤）」を参照）    | 通常盤     |

| 特典内容                                                                   | 販売店 |
| -------------------------------------------------------------------------- | ------ |
| Ryo chaaaarm（アクリル仕様） - オフィシャルストア：3種 - その他販売店：3種 | 全店舗 |

## 公演日程
| 年     | 月   | 日   | 開演時間 | 会場                                    |
| ------ | ---- | ---- | -------- | --------------------------------------- |
| 2021年 | 12月 | 8日  | 19:00    | 大阪城ホール（大阪府）                  |
| 2021年 | 12月 | 9日  | 19:00    | 大阪城ホール（大阪府）                  |
| 2021年 | 12月 | 17日 | 19:00    | 幕張メッセ 幕張イベントホール（千葉県） |
| 2021年 | 12月 | 18日 | 16:00    | 幕張メッセ 幕張イベントホール（千葉県） |

## 販売形態
- 発売日：2022年9月21日
  - 特別仕様盤（NOMAD-024：2Blu-ray）
    - スリーブケース付きBOX仕様。
    - 『"SHABBY" 100Pスペシャルフォトブック』封入。

  - 特別仕様盤（NOMAD-025：2DVD）
    - スリーブケース付きBOX仕様。
    - 『"SHABBY" 100Pスペシャルフォトブック』封入。

  - 初回限定盤（NOMAD-026：2Blu-ray）
    - ミニブックレット封入。

  - 初回限定盤（NOMAD-027：2DVD）
    - ミニブックレット封入。

  - 通常盤（NOMAD-028：Blu-ray+CD）
    - 特典CD：『錦戸亮 LIVE 2021 "SHABBY" ライブアルバムCD』封入。

  - 通常盤（NOMAD-029：DVD+CD）
    - 特典CD：『錦戸亮 LIVE 2021 "SHABBY" ライブアルバムCD』封入。

## チャート成績
- オリコンチャート
  - 2022年9月20日付の「オリコンデイリー ミュージックDVDランキング」で初登場1位を獲得した[3]。
  - 2022年9月20日付の「オリコンデイリー DVDランキング」で初登場3位を獲得した[4]。
  - 2022年9月20日付の「オリコンデイリー Blu-rayランキング」で初登場5位を獲得した[5]。
  - 初週12,843枚を売り上げ、2022年10月3日付の「オリコン週間 ミュージックDVD・Blu-rayランキング」で週間2位を獲得した[6]。
  - 初週5,470枚を売り上げ、2022年10月3日付の「オリコン週間 ミュージックDVDランキング」で週間1位を獲得した[7]。
    - 同チャートで自身が1位を獲得するのはソロ名義では初である。

  - 初週7,373枚を売り上げ、2022年10月3日付の「オリコン週間 ミュージックBlu-rayランキング」で週間2位を獲得した[8]。
  - 初週5,470枚を売り上げ、2022年10月3日付の「オリコン週間 DVDランキング」で週間3位を獲得した[9]。
  - 初週7,373枚を売り上げ、2022年10月3日付の「オリコン週間 Blu-rayランキング」で週間7位を獲得した[10]。

## 収録内容

### 本編映像（セットリスト）
1. コノ世界ニサヨウナラ
2. 狛犬
3. ラストノート
4. Tokyoholic
5. Silence
6. ヤキモチ
7. ジンクス
8. キッチン
9. ツキノハナシ
10. Shabby
11. ホンキートンクラプソディ
12. Middle note
13. Secret Agent Man
14. Traffic
15. ノマド
16. ヒトメボレ

＜アンコール＞
1. オモイデドロボー

### 特典映像

#### 特別仕様盤
| #         | タイトル                     | 作詞  | 作曲・編曲 |
| --------- | ---------------------------- | ----- | ---------- |
| 1.        | 「ホンキートンクラプソディ」 |       |            |
| 2.        | 「狛犬」                     |       |            |
| 3.        | 「キッチン」                 |       |            |
| 4.        | 「ノマド」                   |       |            |
| 5.        | 「スケアクロウ」             |       |            |
| 6.        | 「Silence」                  |       |            |
| 7.        | 「I don't understand」       |       |            |
| 8.        | 「ムラサキ」                 |       |            |
| 9.        | 「Secret Agent Man」         |       |            |
| 10.       | 「オモイデドロボー」         |       |            |
| 合計時間: | 合計時間:                    | 50:57 |            |

#### 初回限定盤
| #  | タイトル                                    | 作詞 | 作曲・編曲 |
| -- | ------------------------------------------- | ---- | ---------- |
| 1. | 「LIVE 2021 "SHABBY" ドキュメンタリー映像」 |      |            |
| 2. | 「"3N7" メイキング映像」                    |      |            |

### 特典CD（通常盤）
1. 錦戸亮 LIVE 2021 "SHABBY" ライブアルバムCD